# Jan Elbertse

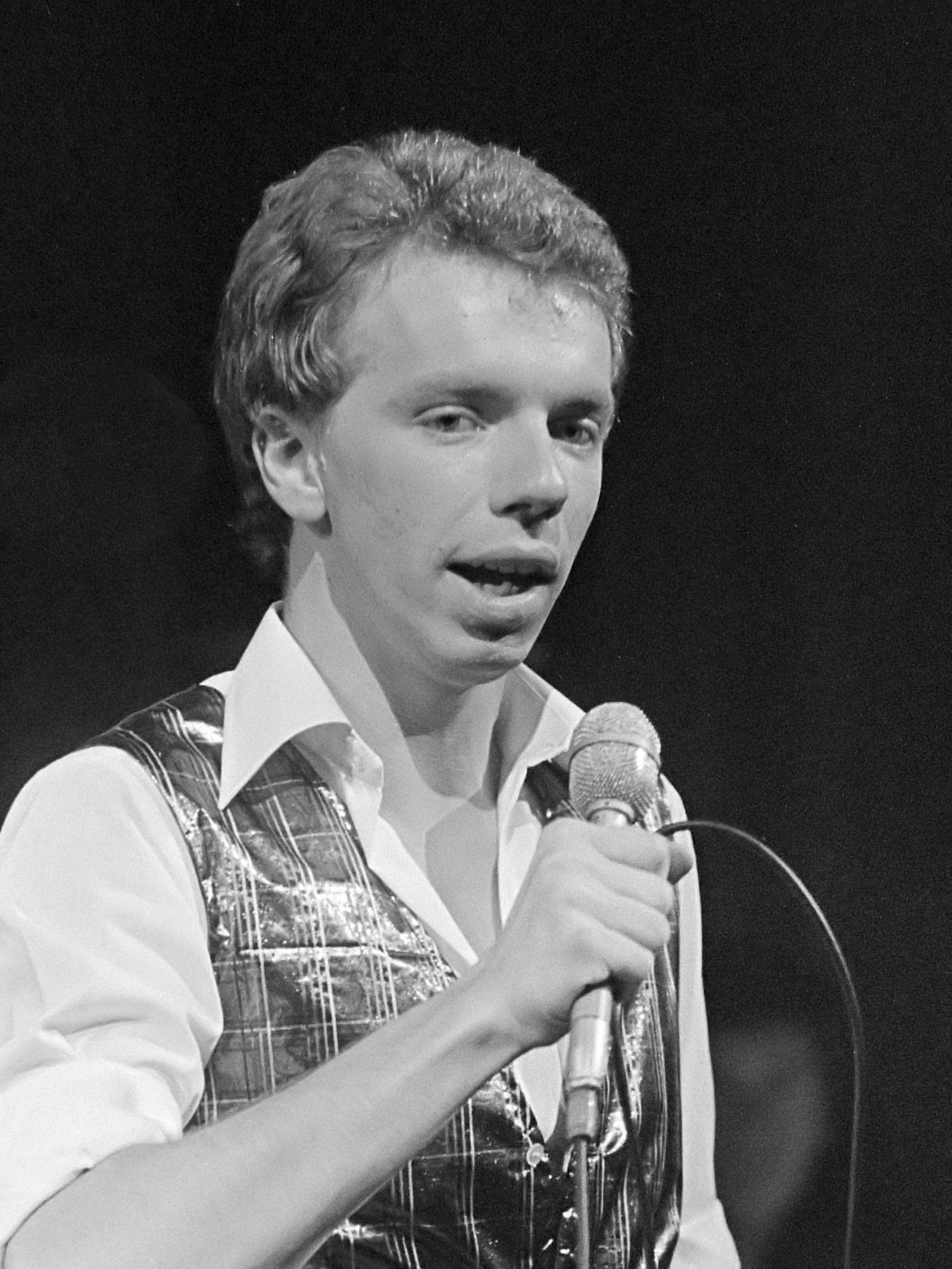
Jan Elbertse nadat hij de Pisuisse-prijs heeft ontvangen (1977)

Jan Elbertse (Soest, 3 februari 1955) is een Nederlands acteur. 

## Levensloop
Elbertse volgde een decorateursopleiding en ging in 1974 naar de kleinkunstakademie. Hij won in 1977 de Pisuisse-prijs. Tot zijn eindexamen in 1979 maakte hij deel uit van Cabaret Vangrail. Daarna werkte hij mee aan muzikale theaterproducties. Voor de Nederlandse Schooltelevisie presenteerde hij het programma "Mensen bekijken". Acteren en zingen deed hij in toneel-, cabaret-, musicalvoorstellingen als Geboren Vrienden/Blood Brothers en Tsjechov. Ook speelde Elbertse rollen in tv-series.
Vijftien jaar lang was hij lid van jeugdtheater Mevrouw Smit (De Papegaaiejas, Moeder in de Wolken). Ook werkte hij negen jaar lang als maker van hoorspelen voor KRO-radio (Hurrie-Up en Heksennest). Hij schreef voor de KRO tv-serie Valkennest acht afleveringen, en acteerde daar ook zelf in. Jan Elbertse geeft trainingen en visualisaties voor bedrijven en presenteerde tv-programma's bij de NOT en de RVU. Later werd het nasynchroniseren van animatiefilms en computerspellen een groter deel van zijn werk.

## Rollen
- 2021 - Diana en Zonen - rol: Charles
- 2020 - Goede tijden, slechte tijden - handlanger van Richard van Nooten
- 2019 - Kees & Co - Gijs Wolzak
- 2015 - Onder de groene hemel
- 2013-2014 - Sonneveld - rol: Huub Jansen
- 2012-2013 - Hij Gelooft in Mij - rol: Dhr. Valkenier, Ben, Ambtenaar & Technicus, tevens understudy Jan van Galen
- 2011-2012 - Hoe Overleef Ik (zonder) Liefde; S.I.P./De Theaterfamilie/Senf - rol: Meneer Rosetti
- 2010-2011 - Toon de Musical - V&V Entertainment; rol: Fluitjesman/Michael
- 2010 - Nasynchronisatie Buzz Lightyear in Toy Story 3
- 2009-2010 - Hoe Overleef Ik Mijn Eerste Zoen; S.I.P./De Theaterfamilie/Senf - rol: Meneer R./Mevrouw R.
- 2009 - Diepvlees - Een afluisteropera voor zachtzingende mannen; Nieuw West/Productiehuis Rotterdam/Wilco - rol: Ivo Weltand
- 2008-2009 - Piaf de Musical - V&V Entertainment; rol: Louis Leplée e.a.
- 2008 - Mariamaria - Het Verkadeproject; rol: Verkade/Ali
- 2008 -   We gaan nog niet naar huis (AVRO tv-serie); rol: ambtenaar van Dienst, Milieu en Bouwtoezicht/afl.13
- 2006-2007 - Doe Maar de popmusical - V&V Entertainment; rol: Rob
- 2005-2006 - Als op het Leidseplein... - V&V Entertainment; rol: René Sleeswijk / Max Blokzijl
- 2005 - Nijntje Het Concert, 4 concerten met het Metropole orkest t.g.v. het  50-jarig jubileum van Nijntje - rol: Dick Bruna
- 2004-2005 - Van drie oude mannetjes die niet dood wilden - Kwatta; rol: Diederik
- 2003-2004 - Kunt u mij de weg naar Hamelen vertellen; rol: Ambtenaar Ogterop / Burgemeester Walg
- 2003 - Presentatie/zang: Kunstschooldag voor Nationaal Ballet en Nederlandse Opera - Muziektheater
- 2003 - Nasynchronisatie diverse animatieseries
- 2002-2003 - Kwatta - Badgasten Div. schrijvers/regisseurs
- 2002 - Wederzijds - Kool - tekst Ad de Bont, regie Jennifer Drabben
- 2002 - Josee Hussaarts - Engel.nl
- 2001-2002 - St. Speciale Intern. Producties - Musical "Nijntje" - rol: Dick Bruna. Tekst Ivo de Wijs. Muziek Joop Stokkermans. Regie Bruun Kuijt
- 2000-2001 - Nasynchronisatie van 65-delige televisieserie Buzz Lightyear; rol: Buzz
- 2000 - Toneelschap B & D - Brandweermannen
- 2000 - Toneelschap B & D - Paradevoorstelling Cowboys
- 2000 - St. Comité voor het Concertgebouw - Muzikale ontdekkingsreis door het Concertgebouw
- 2000 - St. Hussaarts en van Lohuizen - Wat is er aan de hand met Daniela Duñoz
- 1992 - 1995 - Bureau Kruislaan - rol: Alex Peters
- 1991 - Spijkerhoek rol: politieman

## Stemacteur
- Peter Pan & Wendy: Film (2023) als George van Dalen
- Star Wars: Tales of the Jedi: Disney+ animatieserie (2022) als Ki-Adi-Mundi
- Ron's Gone Wrong: Film (2021) als Graham
- Stormwind - 5: In zwaar weer: Film (2021) als Yiri[1]
- Muppets Haunted Mansion: Disney Film (2021) als Waldorf
- Toy Story 4: Disney Pixar Film (2019) als Buzz Lightyear
- Ralph Breaks the Internet: Disney Film (2018) als Buzz Lightyear
- Verhekst!: Nickelodeon serie (2014-2015) als Agamemnon
- Professor Layton vs. Phoenix Wright: Ace Attorney: Computerspel (2014) als Professor Layton
- Disney Infinity spellen: Computerspel (2013-2015) als Buzz Lightyear
- Toy Story That Time Forgot Short film (2014) als Buzz Lightyear
- Toy Story of Terror! Short film (2013) als Buzz Lightyear
- Professor Layton en de Erfenis van de Azran: Computerspel (2013) als Professor Layton
- Partysaurus Rex: Pixar Short (2012) als Buzz Lightyear
- Small Fry: Pixar Short (2011) als Buzz Lightyear en kleine Buzz Lightyear
- Hawaiian Vacation: Pixar Short (2011) als Buzz Lightyear
- Toy Story 3: Disney Pixar Film (2010) als Buzz Lightyear
- Wingin' It:  Nickelodeon Serie (2010) als Dokter Cassabi
- Enchanted:   Disneyfilm (2007) als Nathaniel
- Danny Phantom: Nickelodeon Serie (2005) als Jack Fenton en Doosspook
- Ned's Survival Gids: Serie (2004) als Gordy
- Spyro: A Hero's Tail: Computerspel (2004) als Otto en Jager
- Asterix & Obelix: missie Cleopatra: Film (2002) als Julius Caesar
- De Avonturen van Jimmy Neutron: Wonderkind: Nickelodeon Serie (2002) als Butch
- Rocket Power: Nickelodeon Serie (2001) als Merv Stampleton
- Buzz Lightyear of Star Command: Disney Serie (2000) als Buzz Lightyear
- Engie Benjy: Kinderserie als Piet Piloot
- Shin Chan Japanse Animatie (2000) als Harry Nohara
- De Pinguins - Reddertjes van de Zee Argentijnse Animatiefilm (2000) als Bepo
- De Boze Bevers: Nickelodeon Serie (1999) als Barry Bear
- Skylanders: Computerspel als Flynn
- Battle B-daman als Armada
- Tupu als Burgemeester Bordon
- De Koala Broertjes als Sammy
- Generator Rex als Bobo

## Prijzen
- 1974-1978 - J.L. Pisuisseprijs
- 2007 - John Kraaijkamp Musical Award voor Beste Mannelijke bijrol in een kleine Musical - Doe Maar